# 幻超二
幻超二（まぼろしちょうじ、1969年3月16日 - ）は、日本の漫画家。岡山県出身。代表作に『ゴルゴーン』、『辺境自警隊』などがある。
陰影のはっきりした画風が特色。

## 経歴
高卒後に上京し、東京アニメーター学院に入学。金森賢二（安彦良和のプロダクション「九月社」所属のアニメーターであるが、当時は「大噴火五郎」の名義で漫画家としても活動していた）の指導を受け、金森の勧めで漫画を描き始める。金森のプロダクションである「大破壊組」（または「天地組」）で金森のアシスタントとして活動しながら、1988年、金森の紹介により『コミックジャム』3号（大陸書房）で漫画家デビュー。元々、天野喜孝のような絵師志望で、必ずしもアニメーター志望というわけではなかったこともあり、やがて本職の漫画家として活動するようになる。一応アニメ業界では『D-1 DEVASTATOR』（1992年）のキャラクターデザインなどで知られる。
1990年より「ペンギンクラブ山賊版」（辰巳出版）にて『辺境自警隊』、続いて世界観を共有する『GORGON』『NARCIS3』を連載。かなりの人気作となったが、次第に雑誌のカラーに合わなくなったことから、『NARCIS3』の連載中に一般誌の『COMICショーグン』（フランス書院、『COMICパピポ』増刊）に移籍した。コミックハウスが力を入れて製作した一般誌の『COMICショーグン』は、しかし創刊から3号で潰れたため、『NARCIS3』も打ち切りとなった。
1991年より刊行された、山本弘によるソードワールド小説『サーラの冒険』シリーズ本編では挿絵を担当した。
1992年、「ヤングマガジン海賊版」に『VT』を掲載。これより一般誌に移る。1994年より同誌にて『大唐騎士』を連載。
1990年代からサルコイドーシスという難病に罹り、網膜剥離により片目はほぼ失明状態になって作品の発表はごく少なくなっている。その後は同人誌活動が主体となっていたが、2006年冬コミのペーパーでコミケ参加休止を宣言している。
『ファンタジア バトルロイヤル 2006 SUMMER』（『月刊ドラゴンマガジン』2006年8月号増刊）に掲載された『サーラの冒険外伝 リゼットの冒険』のイラストが商業では最後の仕事である。

## 作品
- ゴルゴーン
- 辺境自警隊
- 試考錯誤（初期の作品を集めた短編集）
- 大唐騎士
- NARCIS3
- D-1 DEVASTATOR（アニメ、ゲーム） - キャラクターデザインを担当